# Earl of Clanwilliam

Wappen der Earls of Clanwilliam

Earl of Clanwilliam ist ein erblicher britischer Adelstitel in der Peerage of Ireland.

## Verleihung und Geschichte des Titels
Der Titel wurde am 20. Juli 1776 für den irischen Politiker John Meade, 1. Viscount Clanwilliam geschaffen. Er war bereits am 17. November 1766, ebenfalls in der Peerage of Ireland, zum Viscount Clanwilliam, of the County of Tipperary, und Baron Gillford, of the Manor of Gillford in the County of Down, erhoben worden. Zudem erbte er 1800 von seinem Vater den Titel 4. Baronet, of Ballintubber in the County of Cork, der am 29. Mai 1703 in der Baronetage of Ireland seinem Großvater verliehen worden war.
Sein Enkel, der 3. Earl, war britischer Botschafter in Preußen und wurde am 28. Januar 1828 auch zum Baron Clanwilliam, of Clanwilliam in the County of Tipperary, erhoben. Dieser Titel gehört zur Peerage of the United Kingdom und war im Gegensatz zu seinen irischen Titeln bis 1999 mit einem Sitz im britischen House of Lords verbunden.
Heutiger Titelinhaber ist seit 2009 dessen Ur-urenkel Patrick Meade als 8. Earl.

## Liste der Earls of Clanwilliam (1776)
- John Meade, 1. Earl of Clanwilliam (1744–1800)
- Richard Meade, 2. Earl of Clanwilliam (1766–1805)
- Richard Meade, 3. Earl of Clanwilliam (1795–1879)
- Richard Meade, 4. Earl of Clanwilliam (1832–1907)
- Arthur Meade, 5. Earl of Clanwilliam (1873–1953)
- John Meade, 6. Earl of Clanwilliam (1914–1989)
- John Meade, 7. Earl of Clanwilliam (1919–2009)
- Patrick Meade, 8. Earl of Clanwilliam (* 1960)

Titelerbe (Heir apparent) ist der Sohn des aktuellen Titelinhabers John Maximilian Meade, Lord Gillford (* 1998).